# Anastomosi chirurgica
Per anastomosi chirurgica (dal greco ἀνὰ e στόμα, imboccatura) si intende un tipo particolare di sutura che unisce, abbocca, due visceri cavi in modo da renderli comunicanti.
Le anastomosi sono frequenti in chirurgia gastro-intestinale ma possono interessare ogni organo cavo: coledoco, uretere, bronco, vaso sanguigno.

Possono essere confezionate con modalità diverse a seconda dell'organo interessato, del risultato funzionale richiesto, della tecnica manuale o strumentale impiegata, delle preferenze del chirurgo. 

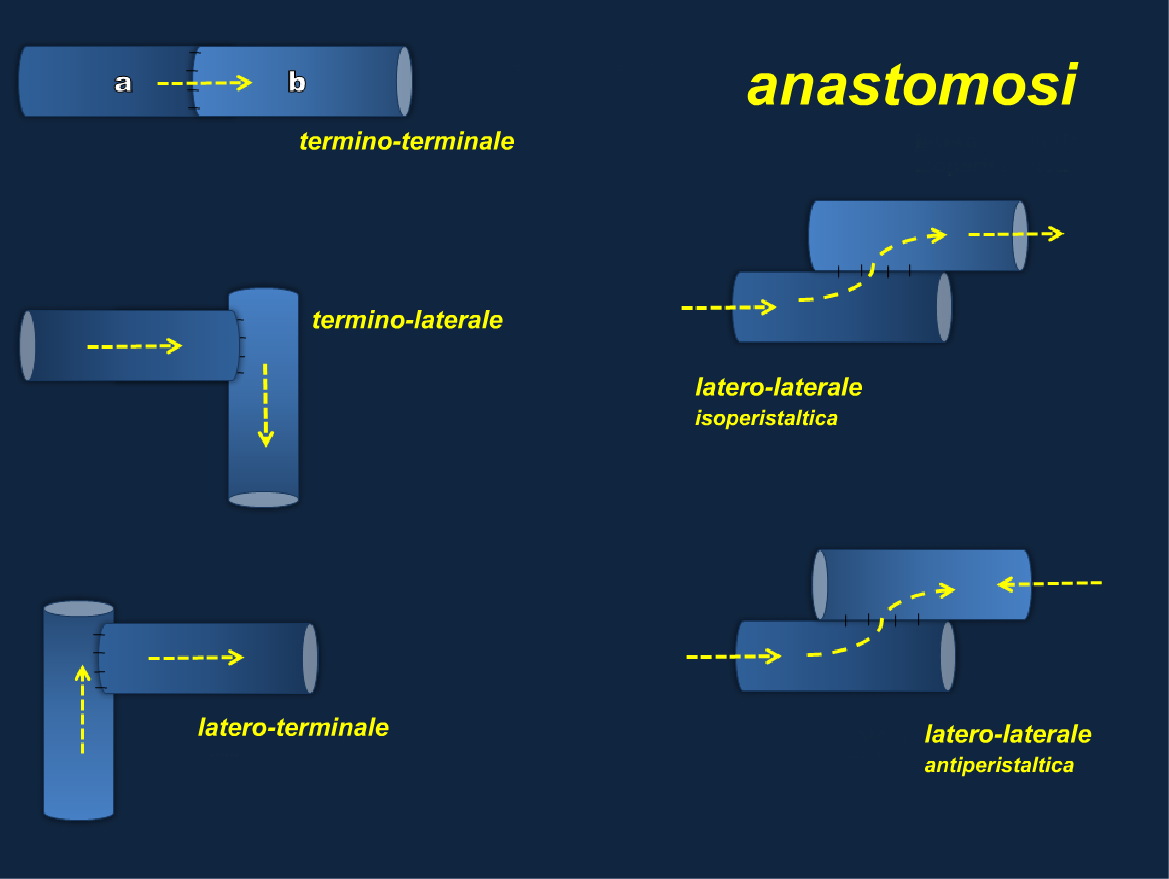
Tipi di Anastomosi

Si distinguono in base alla loro funzione e alla loro morfologia:
- anastomosi termino-terminale (T.T.): in cui la parte terminale dei due monconi viene affrontata direttamente.
È una tecnica usata particolarmente in chirurgia vascolare, esofagea ed intestinale. Richiede particolare attenzione per evitare che la sezione suturata vada incontro a una cicatrizzazione stenotizzante.

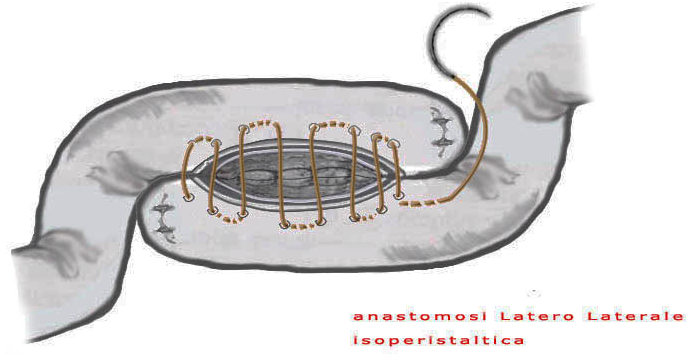
Anastomosi latero-laterale funzionale isoperistaltica

Una anastomosi T.T. tipica è quella che abbocca il moncone gastrico (opportunamente ridotto di calibro) a quello duodenale dopo resezione gastrica secondo Billroth I.Anastomosi latero-laterale funzionale isoperistaltica anastomosi termino-laterale (T.L.): tecnica con la quale un moncone terminale viene suturato alla parete laterale (opportunamente aperta) di un altro viscere.
Esempi di questo tipo di anastomosi si ritrovano nella ricostruzione gastro-digiunale T.L. secondo Billroth II in chirurgia gastrica, in quella del colon con l'ileo-trasverso-stomia T.L. dopo asportazione del colon ascendente, nell'abboccamento del coledoco terminale a un segmento intestinale, per la ricostruzione della via biliare principale.
- anastomosi latero-terminale (L.T.): quando la sutura viene effettuata tra la porzione laterale di uno dei segmenti da anastomizzare e la parte terminale dell'altro.
Può essere confezionata per l'abboccamento del colon discendente o del sigma al moncone rettale.
- anastomosi latero-laterale (L.L.): in questo caso due organi cavi vengono uniti creando una comunicazione tra di essi. La funzione di questa anastomosi può essere quella di far transitare parte del contenuto di un organo nell'altro (ad esempio nella anastomosi tra stomaco e intestino creata per superare l'ostacolo invalicabile costituito da un tumore della testa del pancreas che non può essere asportato); in questo caso avremo una anastomosi latero-laterale vera e propria. Spesso, però, il termine latero-laterale viene impiegato (in modo improprio) per indicare una anastomosi confezionata, sì, abboccando i due visceri fianco a fianco ma la cui funzione è quella di unirli per ricostituire la continuità viscerale in tutto e per tutto come per una anastomosi termino-terminale. In questo secondo caso la dizione più corretta dovrebbe essere quella di anastomosi termino-terminale funzionale (functional end-to-end anastomosis degli autori anglosassoni), ad indicare l'unione di due visceri che è termino-terminale dal punto di vista della funzione ma latero-laterale da quello della morfologia. Questa modalità prevede che i due monconi vengano chiusi all'estremità e quindi affiancati. Dopo aver aperto una breccia nella parete dei due segmenti si esegue la sutura anastomotica. I due monconi possono essere orientati nello stesso senso peristaltico, oppure possono essere posti in opposizione, quindi in modo antiperistaltico
La anastomosi termino-terminale funzionale è molto utilizzata in chirurgia intestinale perché semplice, rapida e sicura. Anastomosi latero-laterale funzionale antiperistaltica

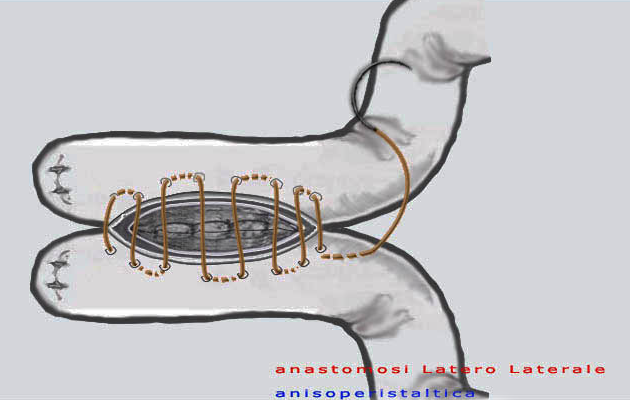
Anastomosi latero-laterale funzionale antiperistaltica

Ognuna di queste suture ha sue caratteristiche e può risultare particolarmente indicata in determinati contesti. Tuttavia anche per situazioni analoghe è abituale riscontrare modalità di ricostruzione diverse legate a scelte personali del chirurgo.
È poi possibile distinguere le anastomosi sulla base dei mezzi per il loro confezionamento. Distinguiamo dunque:
- anastomosi manuali: effettuate unendo i due visceri per mezzo di punti di sutura.

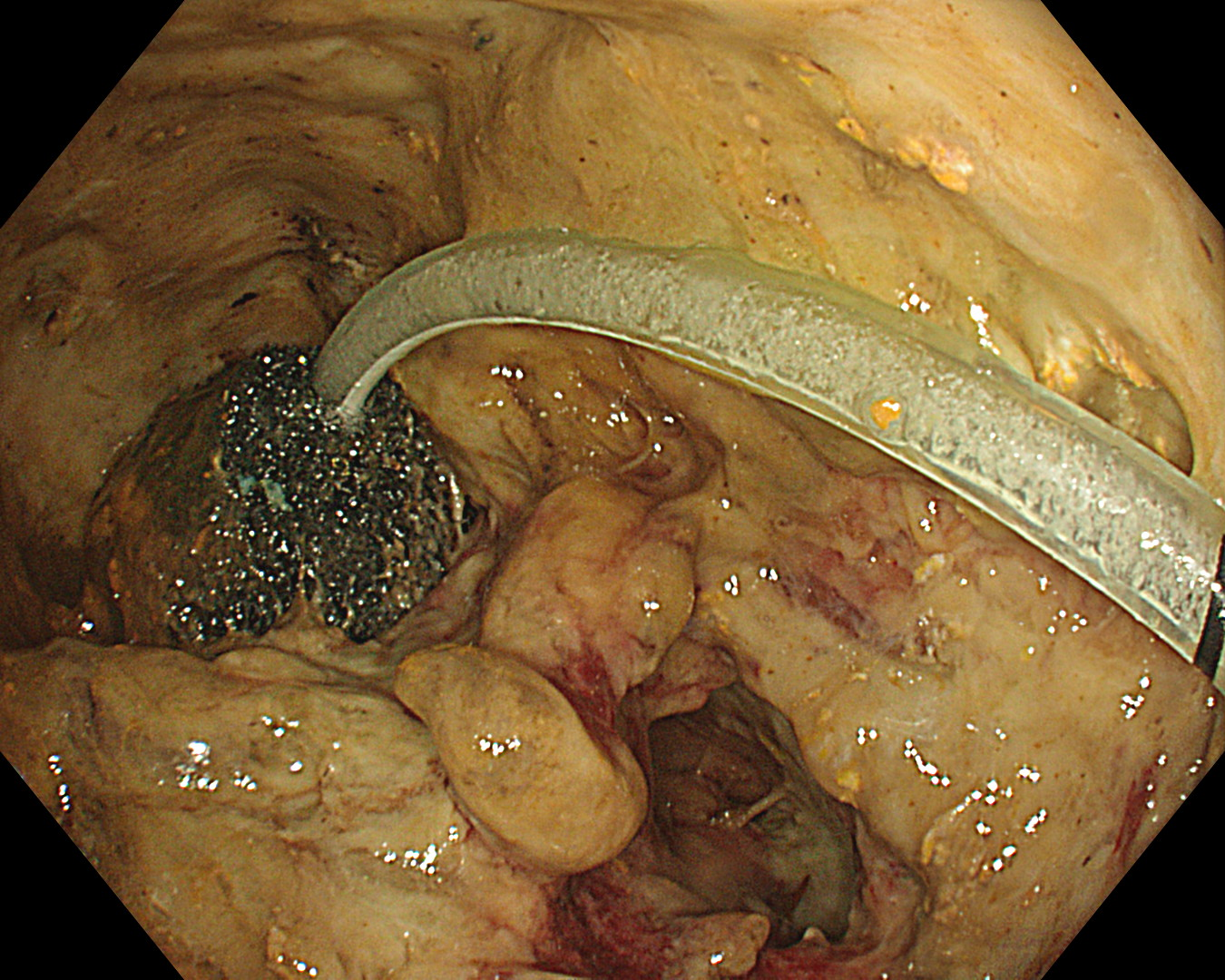
Spugna di poliuretano in deiscenza anastomotica

- Spugna di poliuretano in deiscenza anastomoticaanastomosi meccaniche: nelle quali si fa impiego di suturatrici meccaniche, che appongono dei punti metallici (generalmente in lega di titanio) generalmente in più file. Le anastomosi meccaniche, poi, possono essere confezionate ricorrendo esclusivamente a suturatrici meccaniche ma, quando è necessario introdurre la suturatrice attraverso dei fori praticati nella parete del viscere (è il caso delle anastomosi termino-terminali funzionali o di alcune latero-laterali vere e proprie) esiste anche l'opzione di fare ricorso alla suturatrice per la parte propriamente anastomotica (quella cioè che unisce i due visceri) e chiudendo a mano la breccia di accesso che si è resa necessaria per introdurre lo strumento nell'organo.